# توم سلاتر
توم سلاتر (بالإنجليزية: Tom Slater)‏ (26 أغسطس 1996 بلنس في فرنسا - ) هو لاعب كرة قدم أسترالي في مركز الوسط. لعب مع سنترال كوست مارينرز.

## وصلات خارجية
- توم سلاتر على موقع قاعدة بيانات كرة القدم.إي يو (الإنجليزية)
- توم سلاتر على موقع Soccerway.com (الإنجليزية)
- توم سلاتر على موقع عالم كرة القدم.نت (الإنجليزية)